# USA:s Grand Prix 1979
USA:s Grand Prix 1979 eller USA:s Grand Prix East 1979 var det sista av 15 lopp ingående i formel 1-VM 1979.  

## Resultat
1. Gilles Villeneuve, Ferrari, 9 poäng
2. René Arnoux, Renault, 6
3. Didier Pironi, Tyrrell-Ford, 4
4. Elio de Angelis, Shadow-Ford, 3
5. Hans-Joachim Stuck, ATS-Ford, 2
6. John Watson, McLaren-Ford, 1
7. Emerson Fittipaldi, Fittipaldi-Ford

### Förare som bröt loppet
- Nelson Piquet, Brabham-Alfa Romeo (varv 53, transmission)
- Derek Daly, Tyrrell-Ford (52, snurrade av)
- Jody Scheckter, Ferrari (48, däck)
- Riccardo Patrese, Arrows-Ford (44, upphängning)
- Alan Jones, Williams-Ford (36, hjul)
- Marc Surer, Ensign-Ford (32, motor)
- Clay Regazzoni, Williams-Ford (29, olycka)
- Ricardo Zunino, Brabham-Ford (25, snurrade av)
- Jean-Pierre Jabouille, Renault (24, motor)
- Keke Rosberg, Wolf-Ford (20, olycka)
- Patrick Tambay, McLaren-Ford (20, motor)
- Jean-Pierre Jarier, Tyrrell-Ford (18, olycka)
- Mario Andretti, Lotus-Ford (16, växellåda)
- Carlos Reutemann, Lotus-Ford (6, snurrade av)
- Jacques Laffite, Ligier-Ford (3, snurrade av)
- Jacky Ickx, Ligier-Ford (2, snurrade av)
- Bruno Giacomelli, Alfa Romeo (0, snurrade av)

### Förare som ej kvalificerade sig
- Vittorio Brambilla, Alfa Romeo
- Jochen Mass, Arrows-Ford
- Jan Lammers, Shadow-Ford
- Hector Rebaque, Rebaque-Ford
- Alex Ribeiro, Fittipaldi-Ford
- Arturo Merzario, Merzario-Ford